# Woodstock (circonscription provinciale)
Pour les articles homonymes, voir Woodstock.
Circonscription électorale provinciale du Canada
Woodstock est une ancienne circonscription électorale provinciale du Nouveau-Brunswick. Elle est dissoute en 2014 au sein des circonscriptions de Carleton et de Carleton-York.

## Liste des députés
|  | Bruce Smith  | Libéral                   | 1995 - 1999 |
|  | David Alward | Progressiste-conservateur | 1999 - 2003 |
|  | David Alward | Progressiste-conservateur | 2003 - 2006 |
|  | David Alward | Progressiste-conservateur | 2006 - 2010 |
|  | David Alward | Progressiste-conservateur | 2010 - 2014 |